# Burgalays
Burgalays – miejscowość i gmina we Francji, w regionie Oksytania, w departamencie Górna Garonna.
Według danych na rok 1990 gminę zamieszkiwało 113 osób, a gęstość zaludnienia wynosiła 22 osób/km² (wśród 3020 gmin regionu Midi-Pireneje Burgalays plasuje się na 950. miejscu pod względem liczby ludności, natomiast pod względem powierzchni na miejscu 1477.).